# 巨唇对叶兰
巨唇对叶兰（学名：Neottia grandiflora var. megalochila）为兰科鸟巢兰属下的一个种。